# Mondonville-Saint-Jean
Mondonville-Saint-Jean – miejscowość i gmina we Francji, w Regionie Centralnym, w departamencie Eure-et-Loir, w kantonie Auneau.
Według danych na rok 2013 gminę zamieszkiwało 88 osób, a gęstość zaludnienia wynosiła 16 osób/km².